# Chionachne
Chionachne là một chi thực vật có hoa trong họ Hòa thảo (Poaceae).

## Loài
Chi Chionachne gồm các loài: